# Provincia Sakon Nakhon
Sakon Nakhon (în thailandeză สกลนคร) este o provincie (changwat) din Thailanda. Situată în regiunea de Nord-Est, provincia Sakhon Nakhon are în componența sa 18 districte (amphoe), 125 de sub-districte (tambon) și 1323 de sate (muban). 
Cu o populație de 1.115.539 de locuitori și o suprafață totală de 9.605,8 km2, Sakhon Nakhon este a 17-a provincie din Thailanda ca mărime după numărul populației și a 19-a după mărimea suprafeței.

## Clima

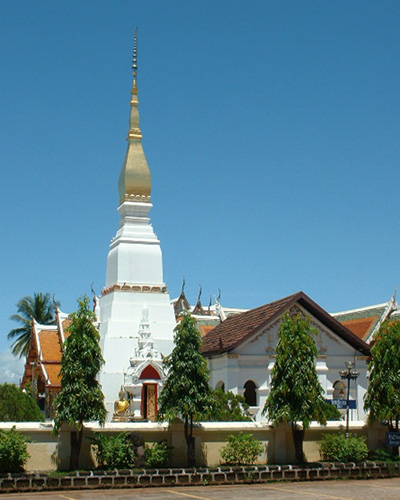
Phra That Choeng Chum

| Date climatice pentru Sakon Nakhon (1981–2010)                                        | Date climatice pentru Sakon Nakhon (1981–2010) | Date climatice pentru Sakon Nakhon (1981–2010) | Date climatice pentru Sakon Nakhon (1981–2010) | Date climatice pentru Sakon Nakhon (1981–2010) | Date climatice pentru Sakon Nakhon (1981–2010) | Date climatice pentru Sakon Nakhon (1981–2010) | Date climatice pentru Sakon Nakhon (1981–2010) | Date climatice pentru Sakon Nakhon (1981–2010) | Date climatice pentru Sakon Nakhon (1981–2010) | Date climatice pentru Sakon Nakhon (1981–2010) | Date climatice pentru Sakon Nakhon (1981–2010) | Date climatice pentru Sakon Nakhon (1981–2010) | Date climatice pentru Sakon Nakhon (1981–2010) |
| Luna                                                                                  | Ian                                            | Feb                                            | Mar                                            | Apr                                            | Mai                                            | Iun                                            | Iul                                            | Aug                                            | Sep                                            | Oct                                            | Nov                                            | Dec                                            | Anual                                          |
| ------------------------------------------------------------------------------------- | ---------------------------------------------- | ---------------------------------------------- | ---------------------------------------------- | ---------------------------------------------- | ---------------------------------------------- | ---------------------------------------------- | ---------------------------------------------- | ---------------------------------------------- | ---------------------------------------------- | ---------------------------------------------- | ---------------------------------------------- | ---------------------------------------------- | ---------------------------------------------- |
| Maxima medie °C (°F)                                                                  | 29.2 (84,6)                                    | 31.3 (88,3)                                    | 33.7 (92,7)                                    | 35.1 (95,2)                                    | 33.5 (92,3)                                    | 32.5 (90,5)                                    | 31.9 (89,4)                                    | 31.4 (88,5)                                    | 31.4 (88,5)                                    | 31.1 (88)                                      | 30.3 (86,5)                                    | 28.6 (83,5)                                    | 31,67 (89)                                     |
| Minima medie °C (°F)                                                                  | 16.3 (61,3)                                    | 19.0 (66,2)                                    | 22.1 (71,8)                                    | 24.5 (76,1)                                    | 24.9 (76,8)                                    | 25.2 (77,4)                                    | 24.9 (76,8)                                    | 24.6 (76,3)                                    | 24.2 (75,6)                                    | 22.6 (72,7)                                    | 19.4 (66,9)                                    | 16.1 (61)                                      | 21,98 (71,57)                                  |
| Ploaie mm (inches)                                                                    | 4.7 (0.185)                                    | 29.3 (1.154)                                   | 57.5 (2.264)                                   | 93.3 (3.673)                                   | 227.6 (8.961)                                  | 266.8 (10.504)                                 | 288.7 (11.366)                                 | 357.9 (14.091)                                 | 224.8 (8.85)                                   | 76.9 (3.028)                                   | 11.9 (0.469)                                   | 5.6 (0.22)                                     | 1.645 (64,76)                                  |
| Umiditate [%]                                                                         | 67                                             | 65                                             | 63                                             | 66                                             | 76                                             | 80                                             | 82                                             | 84                                             | 83                                             | 76                                             | 70                                             | 68                                             | 73,3                                           |
| Nr. mediu de zile ploioase (≥ 1 mm)                                                   | 1                                              | 3                                              | 5                                              | 9                                              | 18                                             | 21                                             | 20                                             | 23                                             | 18                                             | 8                                              | 2                                              | 1                                              | 129                                            |
| Sursă: Thai Meteorological Department (Normal 1981-2010), (Avg. rainy days 1961-1990) |                                                |                                                |                                                |                                                |                                                |                                                |                                                |                                                |                                                |                                                |                                                |                                                |                                                |